# Jagdgeschwader 53 »Pik As«
Jagdgeschwader 53 »Pik As« (dobesedno slovensko: Lovski polk 53 »Pik As«; kratica JG 53) je bil lovski letalski polk (Geschwader) v sestavi nemške Luftwaffe med drugo svetovno vojno.

## Organizacija
- štab
- I. skupina
- II. skupina
- III. skupina
- IV. skupina
- Nadomestna skupina

## Vodstvo polka
Poveljniki polka (Geschwaderkommodore)
- Podpolkovnik (Oberstleutnant) Werner Junck: 1. maj 1939
- Major Hans Klein: 1. oktober 1939
- Podpolkovnik Hans-Jürgen von Cramon-Taubadel: 1. januar 1940 - 30. september 1940
- Podpolkovnik Günther Freiherr von Maltzahn: 9. oktober 1940 - 4. oktober 1943
- Major Friedrich Karl Müller (v.d.): obtober 1943 - oktober 1943
- Major Kurt Ubben (v.d.): oktober 1943 - november 1943
- Podpolkovnik Helmut Bennemann: 9. november 1943 - 27. april 1945